# Lista de prefeitos de Pelotas

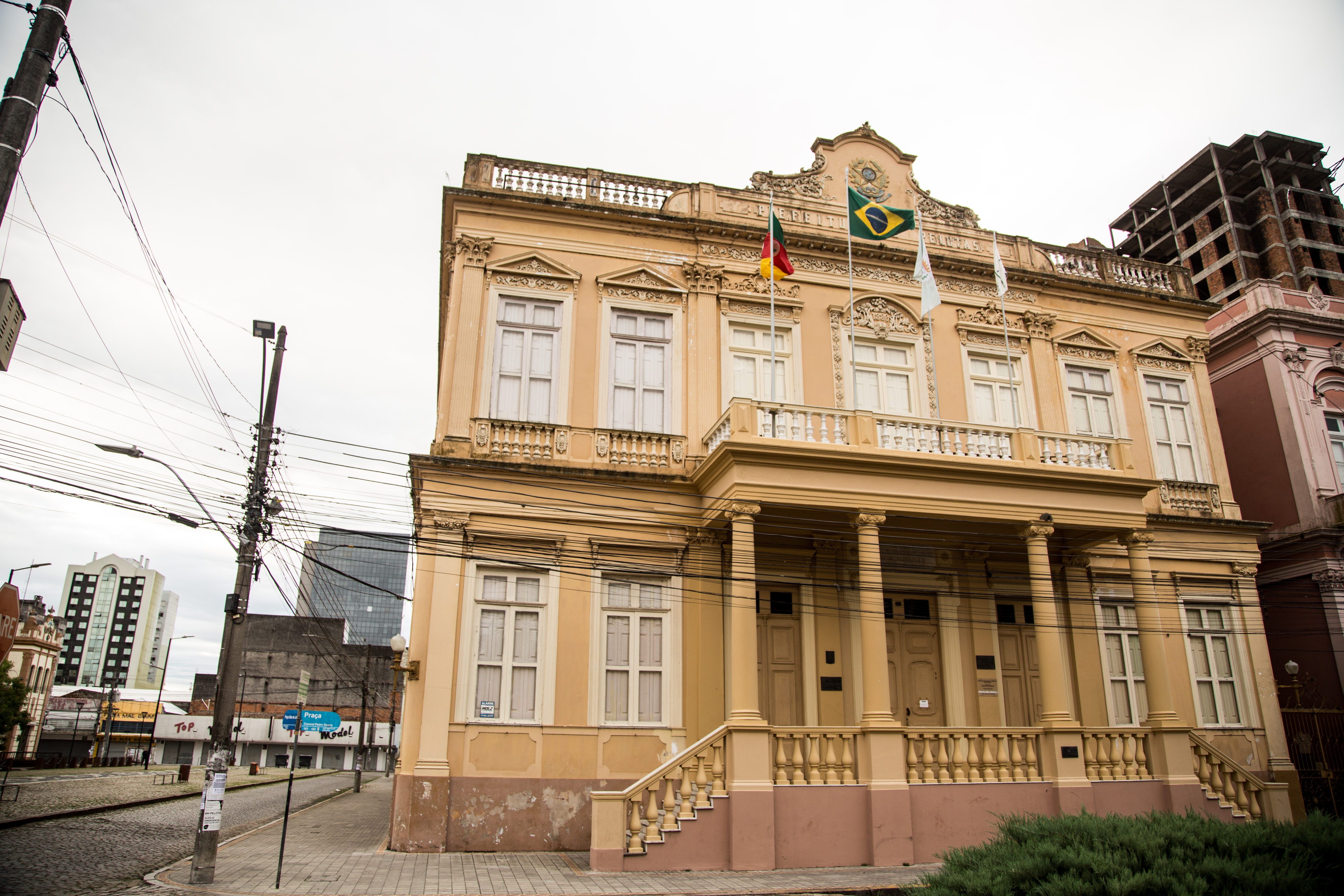
Sede da prefeitura de Pelotas

Esta é a lista de prefeitos e vice-prefeitos de Pelotas, município brasileiro situado no estado do Rio Grande do Sul. Compreende todas as pessoas que tomaram posse definitiva da chefia do executivo municipal em Pelotas e exerceram o cargo como prefeitos titulares, além de prefeitos eleitos cuja posse foi em algum momento prevista pela legislação vigente. Prefeitos em exercício que substituíram temporariamente o titular não são considerados para a numeração, mas estão citados em notas, quando aplicável.
Durante o século XIX, a Câmara Municipal era detentora a um só tempo dos poderes executivo e legislativo; o vereador mais votado tornava-se automaticamente presidente da Câmara, cabendo a ele chefiar os dois poderes. Já na Primeira República Brasileira, o município passou a ser dirigido por intendentes nomeados pelo presidente do estado. Somente após a Constituição de 1934 é que foi criada a figura do prefeito.
A eleição direta para prefeito foi instituída com a constituição estadual gaúcha de 1935, promulgada com base na carta magna federal de 1934, culminando na realização do primeiro pleito municipal direto para prefeito após a criação da justiça eleitoral. No entanto, com o advento do estado novo varguista dois anos depois, o chefe do executivo local voltaria a ser indicado pelos interventores estaduais. Novas eleições diretas para prefeito só tornariam a ser realizadas em 1947. Desde então, todos os prefeitos da cidade foram eleitos diretamente pela população, mesmo durante a ditadura militar brasileira, já que a cidade ficou de fora das restrições impostas pelo Ato Institucional Número Três.
Hoje, a administração municipal se dá pelos poderes Executivo e Legislativo. O primeiro é representado pelo prefeito e seu gabinete de secretários, em conformidade ao modelo proposto pela Constituição de 1988. Pelotas teve 15 presidentes da Câmara Municipal durante o período monárquico e 38 intendentes/prefeitos definitivos desde 1889. Atualmente, Fernando Marroni ocupa o cargo em seu segundo mandato (2001–2005, 2025–)

## Governantes do período imperial (1832 — 1889)
| N.º | Presidente da Câmara Municipal     | Imagem | Início do mandato      | Fim do mandato         | Ref.             |
| --- | ---------------------------------- | ------ | ---------------------- | ---------------------- | ---------------- |
| 1   | Manuel Alves Morais                |        | 3 de maio de 1832      | 16 de março de 1833    | [ 8 ]            |
| 2   | Alexandre Vieira da Cunha          |        | 16 de março de 1833    | 3 de fevereiro de 1836 | [ 8 ]            |
| —   | Não teve                           |        | 4 de fevereiro de 1836 | 15 de abril de 1844    | [ nota 1 ]       |
| —   | Alexandre Vieira da Cunha          |        | 15 de abril de 1844    | 16 de março de 1845    | [ 8 ] [ nota 2 ] |
| 3   | João Jacinto de Mendonça           |        | 16 de março de 1845    | 16 de março de 1849    | [ 8 ]            |
| 4   | Joaquim José Afonso Alves          |        | 16 de março de 1849    | 16 de março de 1853    | [ 8 ]            |
| 5   | Amaro José d'Ávila da Silveira     |        | 16 de março de 1853    | 16 de março de 1857    | [ 8 ]            |
| 6   | Serafim José Rodrigues de Araújo   |        | 16 de março de 1857    | 16 de março de 1861    | [ 8 ]            |
| 7   | Antônio Raimundo de Assumpção      |        | 16 de março de 1861    | 16 de março de 1865    | [ 8 ]            |
| 8   | Joaquim Vieira da Cunha            |        | 16 de março de 1865    | 16 de março de 1869    | [ 8 ]            |
| 9   | João Chaves Campelo                |        | 16 de março de 1869    | 16 de março de 1873    | [ 8 ]            |
| 10  | João Teodósio Gonçalves            |        | 16 de março de 1873    | 9 de novembro de 1878  | [ 8 ] [ nota 3 ] |
| 11  | Leopoldo Antunes Maciel            |        | 9 de novembro de 1878  | 16 de março de 1881    | [ 8 ]            |
| 12  | Antônio Francisco dos Santos Abreu |        | 16 de março de 1881    | 16 de março de 1883    | [ 8 ]            |
| 13  | Aníbal Antunes Maciel              |        | 16 de março de 1883    | 1883                   | [ 8 ]            |
| 14  | Bernardo José de Souza             |        | 1883                   | 16 de março de 1887    | [ 8 ]            |
| 15  | Artur Antunes Maciel               |        | 16 de março de 1887    | 15 de novembro de 1889 | [ 8 ]            |

## Governantes do período republicano (1889–presente)
| Nº | Prefeito                            | Imagem | Partido | Eleição              | Início do mandato      | Fim do mandato         | Ref.              |
| -- | ----------------------------------- | ------ | ------- | -------------------- | ---------------------- | ---------------------- | ----------------- |
| —  | Francisco Nunes de Souza            |        | PRR     | —                    | 25 de novembro de 1889 | 22 de julho de 1890    | [ 9 ] [ nota 4 ]  |
| —  | António Soares da Silva             |        | PRR     | —                    | 23 de julho de 1890    | 16 de setembro de 1891 | [ nota 4 ]        |
| 1  | Gervásio Alves Pereira              |        | PRR     | —                    | 16 de setembro de 1891 | 1893                   | [ 9 ]             |
| 2  | Antero Vitoriano Leivas             |        | PRR     | —                    | 1893                   | setembro de 1900       | [ 9 ] [ nota 5 ]  |
| 3  | Francisco Moreira                   |        | PRR     | —                    | setembro de 1900       | agosto de 1902         | [ 9 ]             |
| 4  | José Barbosa Gonçalves              |        | PRR     | —                    | agosto de 1902         | 1904                   | [ nota 5 ]        |
| 5  | Cipriano Correia Barcelos           |        | PRR     | —                    | 1904                   | setembro de 1908       | [ 9 ] [ nota 5 ]  |
| 6  | José Barbosa Gonçalves              |        | PRR     | —                    | 1908                   | 9 de fevereiro de 1912 | [ 9 ]             |
| 7  | Cipriano Correia Barcelos           |        | PRR     | —                    | 1912                   | 1920                   | [ 9 ]             |
| 8  | Pedro Luís Osório                   |        | PRR     | —                    | 1920                   | 1924                   | [ 9 ]             |
| 9  | Augusto Simões Lopes                |        | PRR     | —                    | 1924                   | 1928                   | [ 9 ]             |
| 10 | João Py Crespo                      |        | PRR     | —                    | 1928                   | 1932                   | [ 9 ]             |
| 11 | Augusto Simões Lopes                |        | PRL     | —                    | 1932                   | 1933                   | [ 9 ]             |
| 12 | Joaquim Augusto de Assumpção Júnior |        | PRL     | —                    | 1933                   | 1934                   | [ 9 ]             |
| 13 | Sílvio Barbedo                      |        | PRL     | —                    | 1934                   | 1936                   | [ 10 ] [ nota 6 ] |
| 13 | Sílvio Barbedo                      | 1935   | PRL     | 1936                 | 1938                   |                        | [ 10 ] [ nota 6 ] |
| 14 | José Júlio Barros                   |        |         | —                    | 1938                   | 1944                   | [ 10 ]            |
| 15 | Sílvio da Cunha Echenique           |        | 1945    | —                    | [ 10 ]                 |                        |                   |
| 16 | Sérgio Abreu da Silveira            |        | 1946    | —                    | [ 10 ]                 |                        |                   |
| 17 | Procópio Duval Gomes Freitas        |        | PSD     | —                    | 1946                   | 1948                   | [ 10 ]            |
| 18 | Joaquim Duval                       |        | PSD     | 1947                 | 1948                   | 1952                   | [ 10 ]            |
| 19 | Mário Meneghetti                    |        | PTB     | 1951                 | 1952                   | 1956                   | [ 10 ]            |
| 20 | Adolfo Antônio Fetter               |        | PSD     | 1955                 | 1956                   | 1960                   | [ 10 ]            |
| 21 | João Carlos Gastal                  |        | PTB     | 1959                 | 1960                   | 1964                   | [ 10 ]            |
| 22 | Edmar Fetter                        |        | PSD     | 1963                 | 1964                   | 1969                   | [ 10 ]            |
| 22 | Edmar Fetter                        | ARENA  |         | 1963                 | 1964                   | 1969                   | [ 10 ]            |
| 23 | Francisco Lousada Alves da Fonseca  |        | 1968    | 1969                 | 1973                   | [ 10 ]                 |                   |
| 24 | Ary Alcântara                       |        | 1972    | 1973                 | 1977                   | [ 11 ]                 |                   |
| 25 | Irajá Rodrigues                     |        | MDB     | 1976                 | 1977                   | 1982                   | [ 12 ]            |
| 26 | Pedro Machado Filho                 |        | PMDB    | 1976                 | 1982                   | 1983                   |                   |
| 27 | Bernardo de Souza                   |        | PMDB    | 1982                 | 1983                   | 1987                   | [ 13 ]            |
| 28 | José Maria Carvalho da Silva        |        | PMDB    | 1982                 | 1987                   | 31 de dezembro de 1988 | [ 10 ]            |
| 29 | José Anselmo Rodrigues              |        | PDT     | 1988                 | 1 de janeiro de 1989   | 31 de dezembro de 1992 | [ 14 ]            |
| 30 | Irajá Rodrigues                     |        | PMDB    | 1992                 | 1 de janeiro de 1993   | 31 de dezembro de 1996 | [ 15 ]            |
| 31 | José Anselmo Rodrigues              |        | PDT     | 1996                 | 1 de janeiro de 1997   | 21 de novembro de 1998 |                   |
| 32 | Otelmo Demari Alves                 |        | PDT     | 1996                 | 21 de novembro de 1998 | 31 de dezembro de 2000 | [ nota 7 ]        |
| 33 | Fernando Marroni                    |        | PT      | 2000                 | 1 de janeiro de 2001   | 31 de dezembro de 2004 | [ 17 ]            |
| 34 | Bernardo de Souza                   |        | PPS     | 2004                 | 1 de janeiro de 2005   | junho de 2006          | [ 18 ]            |
| 35 | Fetter Júnior                       |        | PP      | 2004                 | junho de 2006          | 31 de dezembro de 2008 | [ 19 ] [ nota 8 ] |
| 35 | Fetter Júnior                       | 2008   | PP      | 1 de janeiro de 2009 | 31 de dezembro de 2012 |                        | [ 19 ] [ nota 8 ] |
| 36 | Eduardo Leite                       |        | PSDB    | 2012                 | 1 de janeiro de 2013   | 31 de dezembro de 2016 | [ 21 ]            |
| 37 | Paula Mascarenhas                   |        | PSDB    | 2016                 | 1 de janeiro de 2017   | 31 de dezembro de 2020 | [ 22 ]            |
| 37 | Paula Mascarenhas                   | 2020   | PSDB    | 1 de janeiro de 2021 | 31 de dezembro de 2024 |                        | [ 22 ]            |
| 38 | Fernando Marroni                    |        | PT      | 2024                 | 1 de janeiro de 2025   | Atualmente             | [ 23 ]            |